# Jean Titelouze

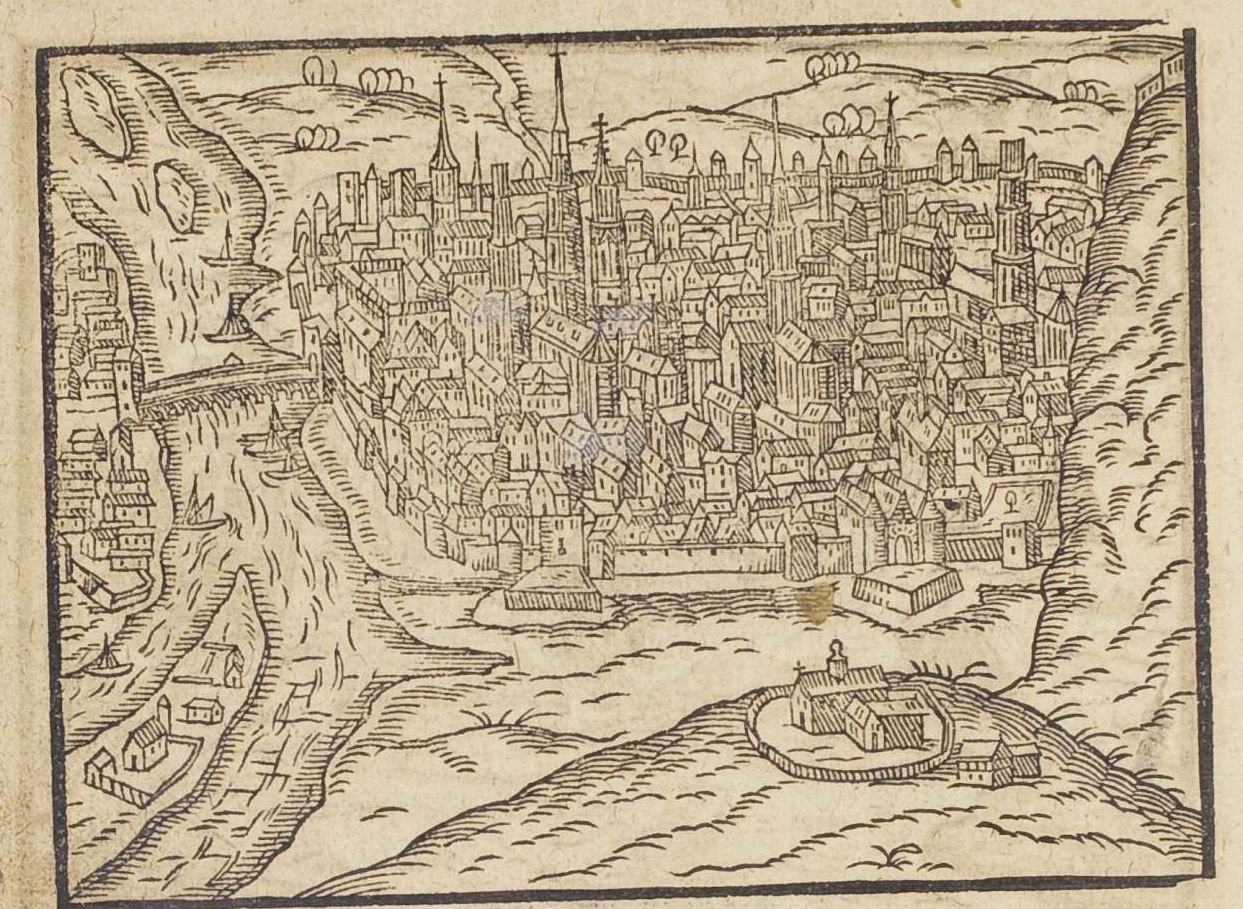
La ciudad de Ruan en 1610.

Jean Titelouze (o Jehan Titelouze) fue organista compositor y poeta francés nacido en Saint-Omer, en 1562 y fallecido en Ruan, el 24 de octubre de 1633. Si bien históricamente pertenece al primer barroco, su estilo encaja firmemente en la tradición del Renacimiento, y en su obra se distingue el órgano de lo generalmente utilizado en Francia en el siglo XVII. Sus himnos y el Magnificat son las primeras composiciones para órgano en su país, por lo cual se le considera el fundador de la Escuela Francesa de órgano.

## Vida

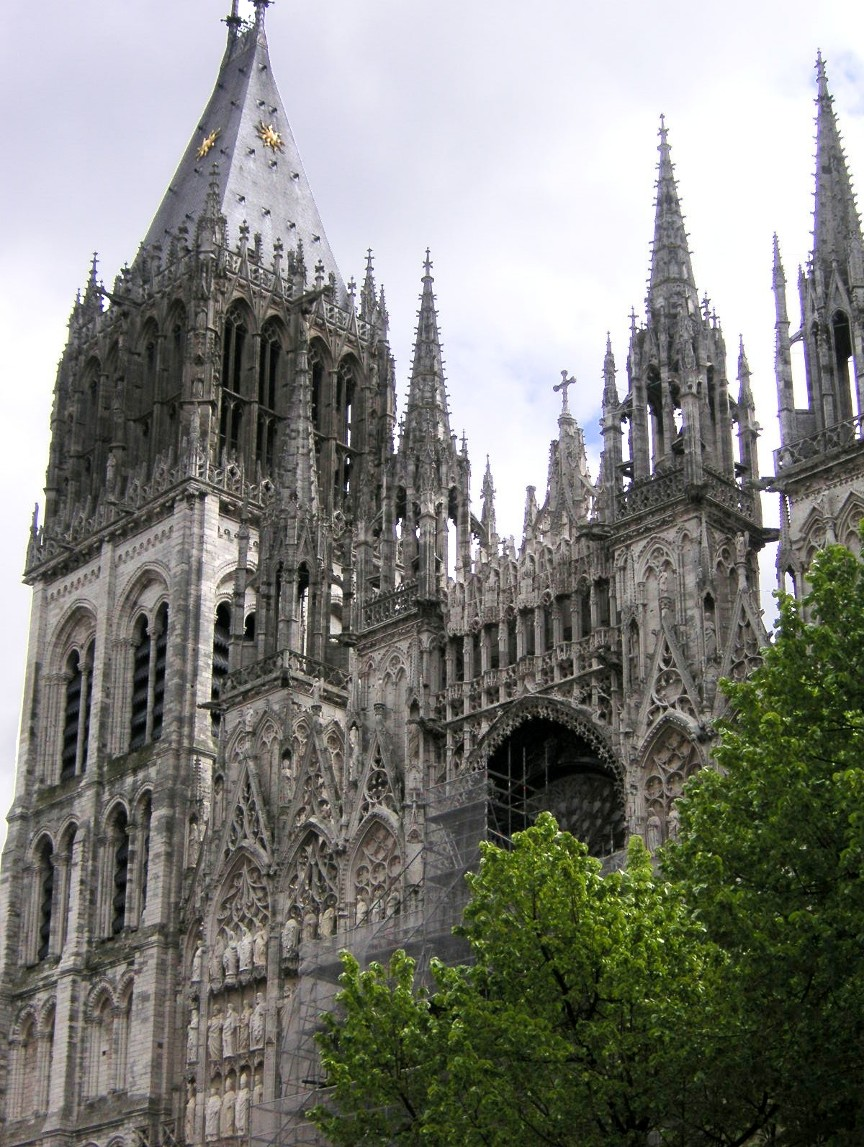
Catedral de Rouen.

En un estudio de 1930, Amédée Gastoué sugirió que el apellido Titelouze podría ser de origen irlandés o inglés, pero esta teoría ha sido refutada y Titelouze está ahora vinculado a "de Toulouse". Nacido en Saint-Omer en 1562 (o 1563, pues se desconoce la fecha exacta) se educó allí, fue ordenado sacerdote en 1585 y sirvió como organista en la Catedral de Saint-Omer. Se trasladó a Ruan al año siguiente y en 1588 sustituyó a François Josselin como organista de la Catedral de Rouen. Su trabajo no se limitó únicamente a Rouen, pues fue también asesor de órgano en otras ciudades. 
En 1600 Titelouze invitó al famoso constructor de órganos franco-flamenco Crespin Carlier a trabajar en la Catedral de Rouen. El resultado de esta colaboración es descrita por los críticos como de las mejores de Francia. Las obras posteriores de Carlier fijan la pauta de la tradición clásica francesa. Titelouze siguió trabajando de vez en cuando con Carlier en diversos instrumentos. En 1604 Titelouze se convirtió en ciudadano francés, pues Saint-Omer, donde nació, había sido hasta entonces una ciudad española de Holanda. En 1610 pasó a ser canónigo de la Catedral de Rouen. En 1613 ganó su primer premio de la sociedad literaria de Rouen, la Academia de Palinods, por sus poemas. 
En 1623 publicó su Hymnes de l'Eglise, una colección de explicaciones sobre himnos gregorianos de uso litúrgico. En ese mismo año, por problemas de salud, Titelouze se retiró parcialmente de la oficina del organista, pero manteniendo el puesto hasta su muerte. En 1626 publicó una segunda colección de canciones de órganos, el Magnificat, que contiene ocho elaboraciones sobre el canto del Magníficat. En 1630 recibió un nuevo premio Académie des Palinods. Murió tres años más tarde. 
Titelouze fue amigo de Marin Mersenne, un importante teórico de la música, matemático, filósofo y teólogo francés. Mersenne le dio asesoramiento sobre el Tratado de L'Harmonie Universelle, publicado en 1634-37. Aunque la música polifónica pronto desapareció de la música de órgano, la influencia pervivió años después de su muerte. Por ejemplo, el organista y compositor Nicolás Gigault incluyó una fuga a la Manière de Titelouze en su Libro musique pour l'orgue de 1985. Aproximadamente trescientos años más tarde, un compositor de obras de órgano, Marcel Dupré se inspiró en él para escribir Le Tombeau de Titelouze, opus 38 (1942).

## Obra
1623 : Hymnes de l’Église pour toucher sur l’orgue, avec les fugues et recherches sur leur plain-chant. Chez Ballard, à Paris. Seconde édition en 1624.
- 1. Ad cænam agni providi (Lucis creator optime)
- 2. Veni creator Spiritus
- 3. Pange lingua gloriosi
- 4. Ut queant laxis (Iste confessor)
- 5. Ave maris stella
- 6. Conditor alme siderum
- 7. A solis ortus cardine (Crudelis Herodes)
- 8. Exultet cælum laudibus (Jesu corona virginum ou Pater superni luminis)
- 9. Annue Christe sæculorum
- 10. Sanctorum meritis (Sacris solemniis)
- 11. Iste confessor
- 12. Urbs Jerusalem beata

1626 : Le Magnificat ou Cantique de la Vierge pour toucher sur l’orgue suivant les huit tons de l’Église ; chacun comporte 6 versets : Magnificat - Quia respexit - Et misericordia - Deposuit potentes (2 versions) - Suscepit Israel - Gloria Patri et Filio.
- Primi Toni
- Secundi Toni
- Tertii Toni
- Quarti Toni
- Quinti Toni
- Sexti Toni
- Septimi Toni
- Octavi Toni